# Stojan Alexandrow
Stojan Iliew Alexandrow (bulgarisch Стоян Илиев Александров; * 14. Juni 1949 in Ilija bei Kjustendil, Bulgarien; † am oder vor dem 24. August 2020) war ein bulgarischer Finanzfachmann und Politiker. Von 1992 bis 1994 war er Finanzminister des Landes.

## Leben
Stojan Alexandrow wurde am 14. Juni 1949 im westbulgarischen Dorf Ilija geboren. Nach dem Abschluss eines Studiums im Bereich Wirtschaftswissenschaft mit den Fächern Banken und Kreditwesen an der Wirtschaftsakademie in Swischtow arbeitete Alexandrow in der Filiale der Bulgarischen Nationalbank in Kjustendil. Danach war er als Dozent am Höheren Wirtschaftsinstitut Karl Marx in Sofia (heute Universität für National- und Weltwirtschaft) tätigt.
Nach dem Fall des Kommunismus wurde Alexandrow Anfang der 1990er Jahre Direktor der Steuerbehörde. Am 30. Dezember 1992 wurde er im Kabinett des parteilosen Ljuben Berow Finanzminister. Unter seiner Leitung wurden die bulgarischen Auslandsschulden neu strukturiert. Während seiner Amtszeit wurde ab 1. April 1994 auch eine Mehrwertsteuer in Bulgarien eingeführt.
Nach dem Fall des Kabinetts von Berow am 18. Oktober 1994 wurde Stojan Alexandrow Vorsitzender der Central Cooperative Bank und später der Demir Bank Bulgarien. 2003 wurde Alexandrow von den bulgarischen Sozialisten als Kandidat für die Bürgermeisterwahlen in der bulgarischen Hauptstadt Sofia aufgestellt. Die Wahl gewann jedoch der Amtsinhaber Stefan Sofianski.

## Bibliographie
- Финанси на социалистическите предприятия, 1986 (Finanzen der sozialistischen Betriebe)
- Финанси на производствените организации, 1989 (Finanzen der Produktionsorganisationen)
- Данък върху добавената стойност, 1994 (Umsatzsteuer)
- Данък върху общия доход, 1994 (Steuern auf allgemeine Einkommen)
- Ценни книжа, 1995 (Wertpapiere)
- Финансово управление на фирмата, 2000 (Finanzsteuerung von Unternehmen)